# François Paul Legendre
Pour les articles homonymes, voir Legendre.
François Paul Legendre est un homme politique français né le 25 janvier 1759 à Donzy (Nièvre) et mort le 27 décembre 1817 à Constance (Grand-duché de Bade).

## Biographie
Avocat au présidial d'Auxerre avant la Révolution, il est fermier des forges de la Vernière, près de La Charité-sur-Loire. Administrateur du département de la Nièvre, il est député de la Nièvre de 1792 à 1795, puis au Conseil des Cinq-Cents, de 1796 à 1799. Il vote la mort de Louis XVI. 
Sous les Cent-Jours, en 1815, il est nommé sous-préfet de Nogent-le-Rotrou. Exilé comme conventionnel régicide, il meurt en Suisse.

## Sources
- « François Paul Legendre », dans Adolphe Robert et Gaston Cougny, Dictionnaire des parlementaires français, Edgar Bourloton, 1889-1891 [détail de l’édition]